# Les Halles (markt)
Les Halles de Paris (afgekort tot Les Halles, Nederlands: de hallen) was eeuwenlang een grote markt in het eerste arrondissement van Parijs. Al in de 12e eeuw werden er markten gehouden in de open lucht. De negentiende-eeuwse schrijver Émile Zola beschreef Les Halles als "de buik van Parijs".
Toen Napoleon III in 1852 zijn keizerrijk stichtte, had hij grootse plannen met Parijs. In het prestigieuze ontwerp van twaalf boulevards in een stervorm lag het marktterrein in de weg. Prefect Georges-Eugène Haussmann liet daarom tussen 1854 en 1866 tien overdekte markthallen bouwen. Architect Victor Baltard ontwierp daarvoor gietijzeren boogconstructies met glazen daken. Zola tekende het leven in de hallen in zijn roman Le Ventre de Paris (1873).
In 1970 en de daarop volgende jaren werd het complex volledig afgebroken en werd de versmarkt naar Rungis buiten Parijs verplaatst. De reden daarvoor was dat de groeiende stroom vrachtwagens niet meer door de binnenstad kon. Drie van de negentiende-eeuwse gietijzeren constructies zijn op een andere plek in de wereld opnieuw opgebouwd: een staat in Nogent-sur-Marne, de tweede in het Japanse Yokohama en de derde in het W.H. Vliegenbos in Amsterdam-Noord. Deze laatste constructie van Les Halles is door kunstenaar Peter Diem (1945) in de jaren 90 naar Amsterdam gehaald. In 2012 heeft hij de constructie geschonken aan de Gemeente Amsterdam.

## Forum des Halles
Op de vrijgekomen plek werd een groot, grotendeels ondergronds, winkelcentrum gebouwd, het Forum des Halles. Onder Les Halles werden het metrostation Les Halles en het RER-station Châtelet-Les Halles gebouwd. Dit gecombineerde station in het hart van Parijs wordt dagelijks door ongeveer 750.000 reizigers aangedaan.
In 2010 werd na een in 2007 uitgeschreven architectuurwedstrijd begonnen aan de herinrichting en uitbreiding van het Forum des Halles. In april 2016 opende op de plek van deze voormalige markt een nieuw, architecturaal gebouw van vijf verdiepingen hoog met een winkelcentrum, een conservatorium, bibliotheek en een hip-hop-centrum. Het winkelcentrum Forum des Halles, het station Châtelet - Les Halles en een deel van de omliggende wijk quartier des Halles werd daarbij overkoepeld door een groot afdak, "La Canopée", het winnend ontwerp van de architecten Patrick Berger en Jacques Anziutti.

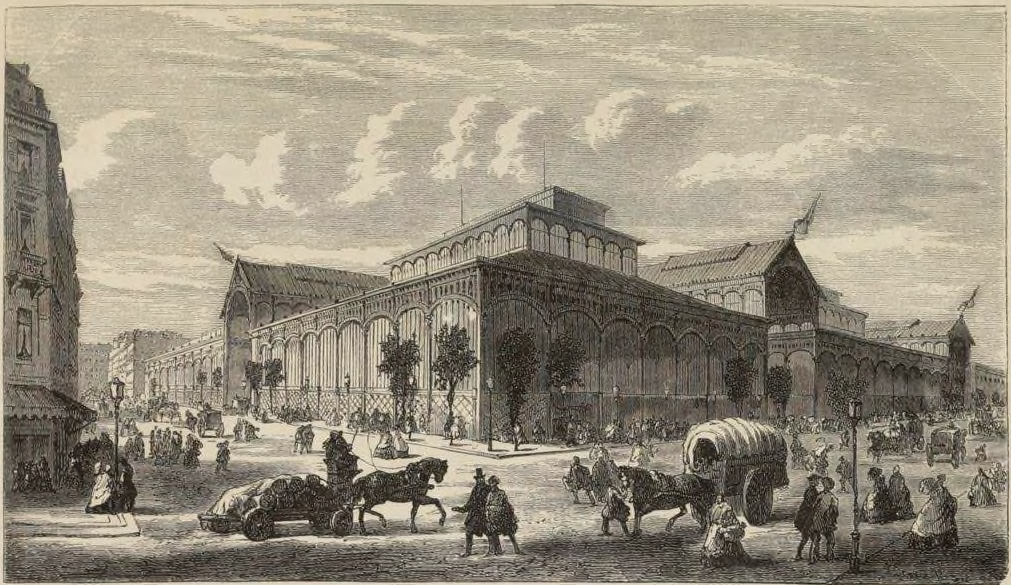
Les Halles (1862)
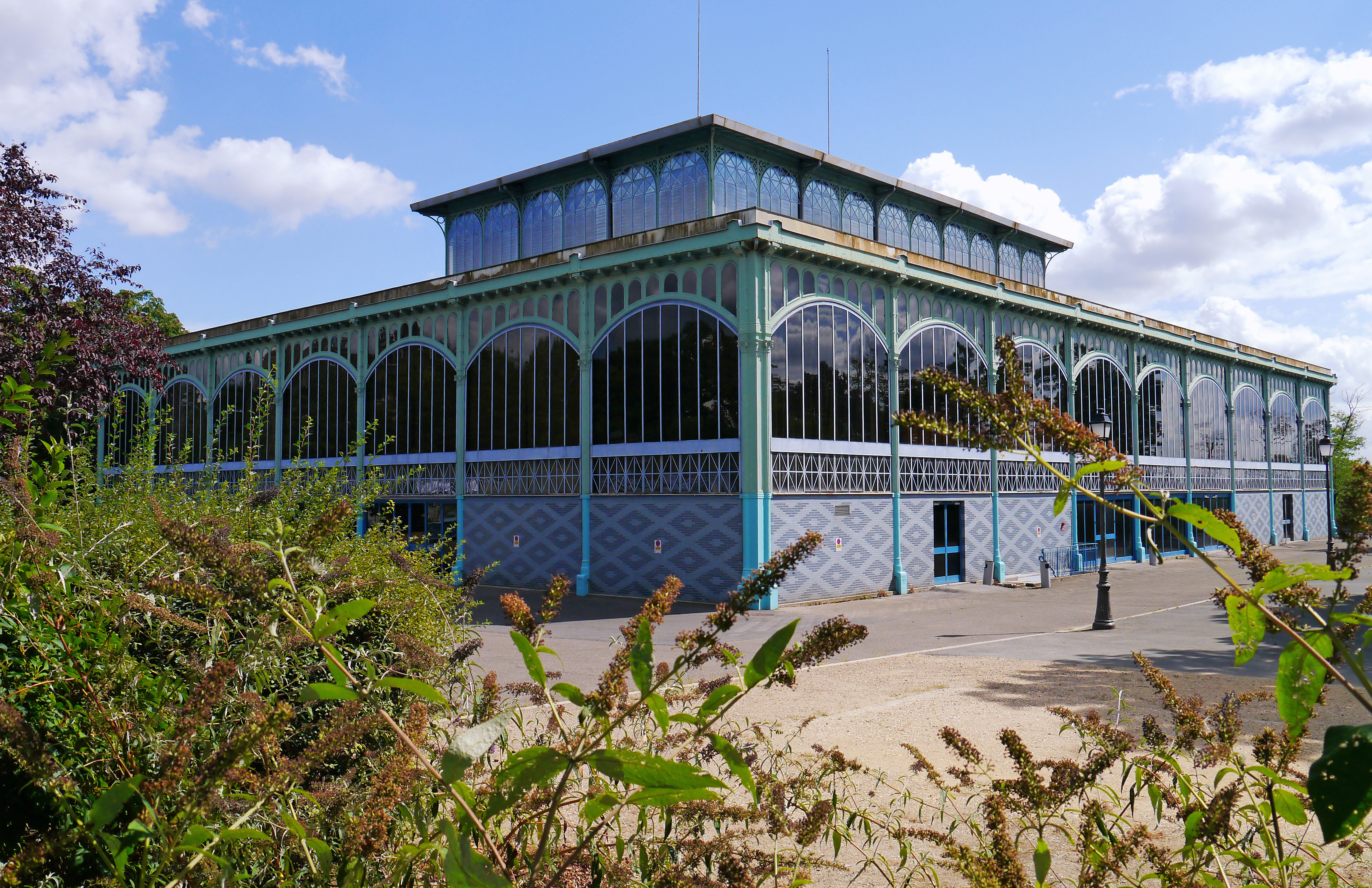
Pavillon Baltard in Nogent-sur-Marne
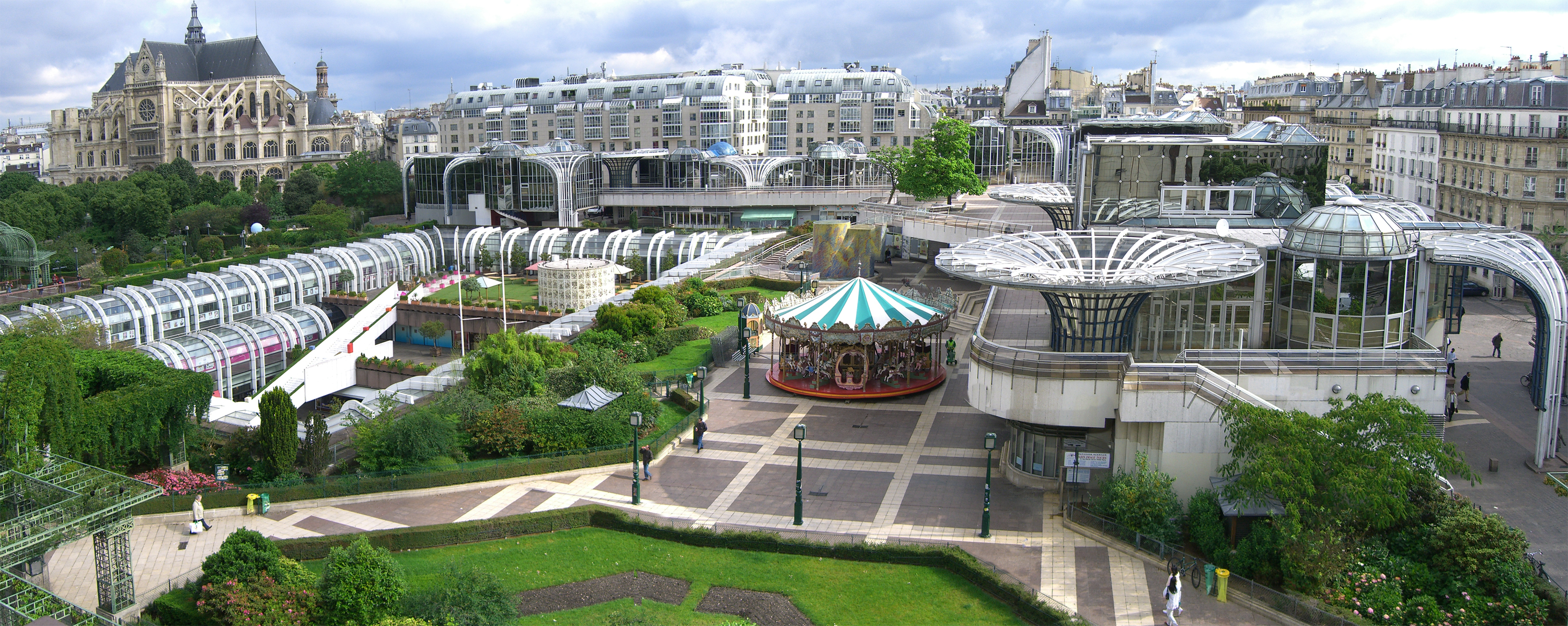
Forum des Halles (2007)
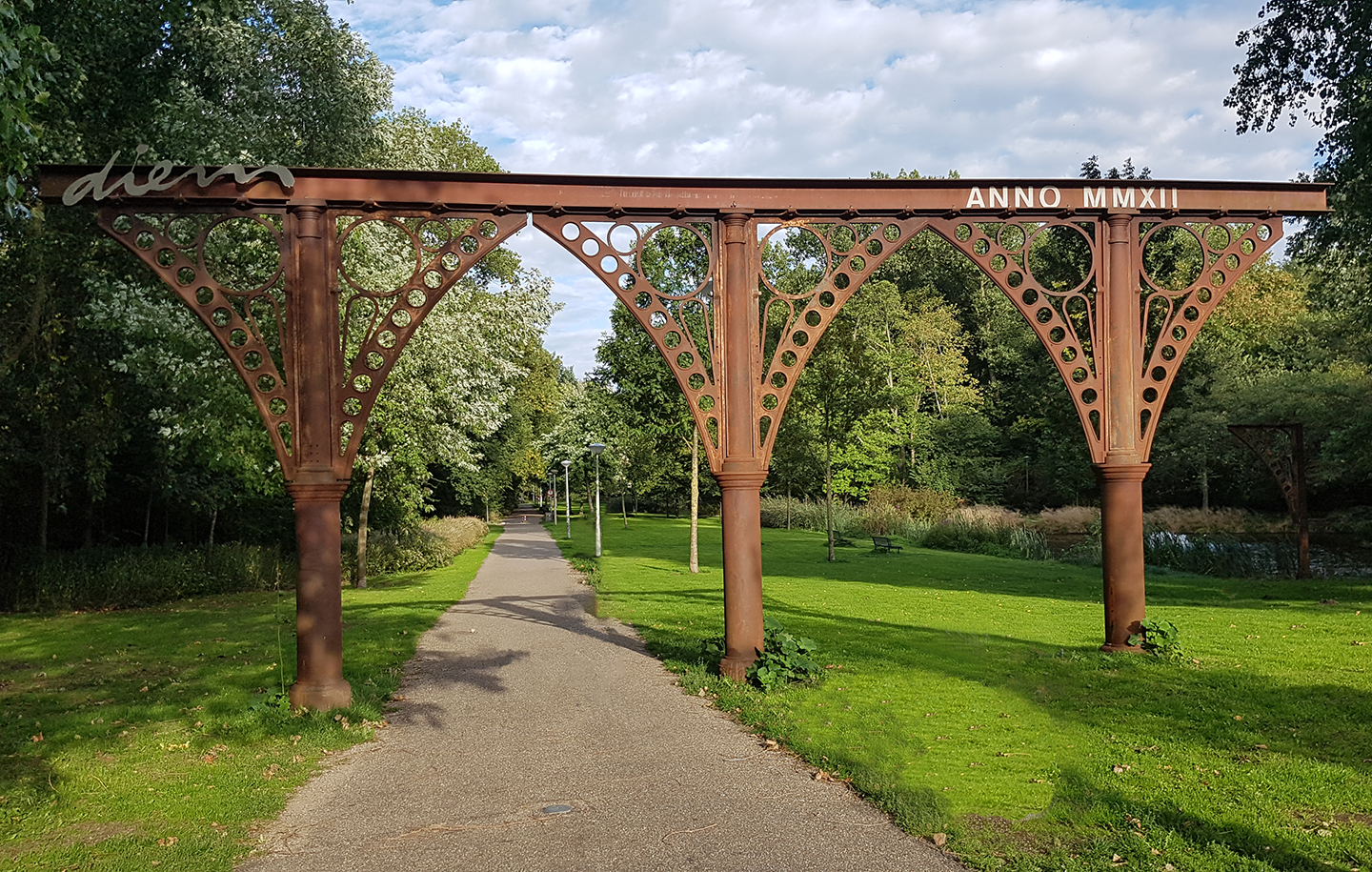
Deel van de constructie is geplaatst in het W.H. Vliegenbos, Amsterdam